# アントニオ・タピア
アントニオ・タピア（Antonio Tapia、1959年11月13日 - ）は、スペイン・コルドバ出身のサッカー指導者。

## 経歴
30代からテルセーラ・ディビシオン（4部）やセグンダ・ディビシオンB（3部）のクラブの監督として経験を積んだ。セグンダ・ディビシオン（2部）に属するマラガCFBの監督をしていた2004-05シーズン途中、急遽プリメーラ・ディビシオン（1部）のトップチームの監督を率いることになるも、すぐにチームを立て直して10位でシーズンを終え、地元ではタピア・マジックという言葉が流行語となった。しかし、引き続き指揮をとった2005-06シーズンは低迷し、シーズン中に解任の憂き目にあう（結局チームは最下位で2部降格）。2006-07シーズンはセグンダ・ディビシオンのポリ・エヒドの指揮を執り、クラブの歴史上最高位となる11位に躍進させた。2007-08シーズンはグラナダ74CFの監督に就任したが、21位でセグンダ・ディビシオンB（3部）降格を経験した。
2008-09シーズンは3シーズンぶりにマラガCFと契約すると、8節のセビージャFC戦では相手にシーズン初黒星をつけ、セビージャFCのマノロ・ヒメネス監督に「彼のゲームプランにしてやられた」と言わしめた。9節のFCバルセロナ戦は大敗したが、ジョゼップ・グアルディオラ監督は戦前に「とても危険な相手との本当の戦いが待っている」と表現してタピアの采配を称えた。守備を基調としながらも、攻撃的な選手が流動的にポジションを替えてリーグ6位の55得点を記録し、プリメーラ・ディビシオンで下から3番目の予算だった昇格したてのクラブを8位に導いた。契約延長の提示は受けていたものの、マラガCFや他クラブからのオファーを断って2009年6月、セグンダ・ディビシオンに降格したレアル・ベティスの監督に就任した。だが、シーズンのおよそ半分を消化して7勝7分7敗の7位と期待通りの成績を残せなかったため、2010年1月24日、レバンテUD戦敗北後に解任された。初めて1部のクラブを指揮した2005年以降隔年で結果を残した年と期待外れの年を繰り返している。
2011年1月24日、長年慣れ親しんだアンダルシア州を離れ、セグンダ・ディビシオンで迷走していたCDテネリフェの監督に就任した。

## 所属クラブ
- 1986-1989  CDミジャス
- 1989-1992  CD Fuengirola
- 1992-1994  CD Los Boliches
- 1997-2002  ポリ・エヒド
- 2002-2005  マラガCF B
- 2005-2006  マラガCF
- 2006-2007  ポリ・エヒド
- 2007-2008  グラナダ74CF
- 2008-2009  マラガCF
- 2009-2010  レアル・ベティス
- 2011  CDテネリフェ